# Granice (Czarnogóra)
Granice (cyr. Границе) – wieś w Czarnogórze, w gminie Nikšić. W 2011 roku liczyła 34 mieszkańców.